# Tasty
Albums de Kelis
Wanderland
(2001) Kelis Was Here
(2006)
Singles
1. Milkshake
Sortie : 12 juillet 2003
2. Trick Me
Sortie : 19 avril 2004
3. Millionaire
Sortie : 18 octobre 2004
4. In Public
Sortie : 4 avril 2005

Tasty est le troisième album studio de Kelis, sorti le 5 décembre 2003.
L'album s'est classé 7e au Top R&B/Hip-Hop Albums et 27e au Billboard 200 et a été certifié disque d'or par la Recording Industry Association of America (RIAA) le 6 février 2004.

## Liste des titres
| No  | Titre                                                                                             | Auteur                                                                               | Contient un (des) sample(s) de | Durée |
| --- | ------------------------------------------------------------------------------------------------- | ------------------------------------------------------------------------------------ | ------------------------------ | ----- |
| 1.  | Intro                                                                                             |                                                                                      |                                | 1:30  |
| 2.  | Trick Me (Produit par Dallas Austin)                                                              | Dallas Austin                                                                        |                                | 3:26  |
| 3.  | Milkshake (Produit par The Neptunes)                                                              | Pharrell Williams, Chad Hugo                                                         |                                | 3:04  |
| 4.  | Keep It Down (Produit par Dallas Austin)                                                          | Austin, Lonnie Lynn, Dion Wilson                                                     |                                | 3:26  |
| 5.  | In Public (featuring Nas – Produit par Rockwilder)                                                | Dana Stinson, Caloteira                                                              |                                | 4:25  |
| 6.  | Flashback (Produit par The Neptunes)                                                              | Williams, Hugo, Caloteira                                                            |                                | 3:25  |
| 7.  | Protect My Heart (Produit par The Neptunes)                                                       | Williams, Hugo                                                                       |                                | 4:24  |
| 8.  | Millionaire (featuring André 3000 – Produit par André 3000)                                       | André Benjamin, Caloteira, Lindsay Lohan, Lumidee Cedeno                             |                                | 3:44  |
| 9.  | Glow (featuring Raphael Saadiq – Produit par Raphael Saadiq, Jake and the Phatman et Wooten)      | Raphael Saadiq, Glenn Standridge, Bobby Ozuna, Kelvin Wooten, Taura « Aura » Jackson |                                | 4:00  |
| 10. | Sugar Honey Iced Tea (Produit par The Neptunes)                                                   | Williams, Hugo                                                                       |                                | 3:23  |
| 11. | Attention (featuring Raphael Saadiq – Produit par Raphael Saadiq, Jake and the Phatman et Wooten) | Saadiq, Standridge, Ozuna, Wooten, Caloteira                                         |                                | 3:24  |
| 12. | Rolling Through the Hood (Produit par The Neptunes)                                               | Williams, Hugo                                                                       |                                | 4:45  |
| 13. | Stick Up (Produit par Dame Grease)                                                                | Damon Blackmon, Caloteira                                                            |                                | 3:51  |
| 14. | Marathon (Produit par Raphael Saadiq, Jake and the Phatman et Wooten)                             | Saadiq, Standridge, Ozuna, Wooten, Caloteira                                         |                                | 4:35  |

| 15. | Milkshake (X-Press 2 Triple Thick Vocal Mix) (Produit par The Neptunes et X-Press 2) | Williams, Hugo |  | 9:30 |
| 16. | Milkshake (DJ Zinc Remix) (Produit par The Neptunes et DJ Zinc)                      | Williams, Hugo |  | 5:59 |